# Oberglatt SG
| SG ist das Kürzel für den Kanton St. Gallen in der Schweiz. Es wird verwendet, um Verwechslungen mit anderen Einträgen des Namens Oberglatt zu vermeiden. |

Oberglatt ist ein Weiler an der Glatt im Schweizer Kanton St. Gallen, der der Gemeinde Flawil angehört. Erstmals erwähnt wurde Oberglatt 731 als villa Clata.
Oberglatt liegt zwischen Flawil und Gossau an der früheren Handelsroute von St. Gallen nach Wil. Oberglatt war das kirchliche Zentrum der Ortschaft Flawil, in der Kirche finden gelegentlich aufgrund der guten Akustik Konzerte statt. 
Ein Gebäude Oberglatts ist der «Hirschen», das früher als Handelsplatz und Lager diente, und in welchem zuletzt ein Restaurant untergebracht war. Im Handelsplatz wurden stets einige Pferde vorgehalten, die zum Vorspannen benutzt wurden, da die Strasse nach Flawil ausgesprochen steil ist.
1798 wurde Oberglatt dem helvetischen Distrikt Flohweil zugeteilt, 1803 wurden Oberglatt, Burgau und Flawil zur politischen Gemeinde Flawil vereinigt.
Mit dem Bau der reformierten Kirche in Flawil 1911 nahm die Bedeutung Oberglatts ab. Heute befindet sich dort die regionale Abwasserreinigungsanlage Oberglatt für die Gemeinden Flawil, Gossau und Degersheim.